# Сражение при Суасоне (719)
Сражение при Суасоне (битва при Не́ри; фр. bataille de Soissons или bataille de Néry) — состоявшееся 14 октября 719 года вблизи Суасона сражение, в котором войско майордома Карла Мартелла разгромило войско, возглавлявшееся майордомом Рагенфредом, королём Хильпериком II и герцогом Аквитании Эдом Великим. Последнее сражение Третьей гражданской войны во Франкском государстве 714—719 годов.

## Исторические источники
О сражении при Суасоне сообщается в целом ряде средневековых исторических источников. Наиболее подробные свидетельства содержатся во франкских анналах, таких как «Книга истории франков», хроника Продолжателей Фредегара, «Ранние Мецские анналы» и «Лоршские анналы».

## Предыстория
После смерти в декабре 714 года майордома Пипина Геристальского между представителями различных группировок франкской знати началась борьба за власть, вскоре переросшая в междоусобицу. Главными претендентами на должность майордома от австразийцев выступали потомки Пипина: сначала его внук Теодоальд, а затем сын от конкубины Альпаиды Карл Мартелл. Нейстрийская и бургундская знать выдвинула на должность майордома всех трёх франкских королевств выходца из своих кругов Рагенфреда. Это стало причиной так называемой Третьей гражданской войны во Франкском государстве.
В 715—716 годах Рагинфред и его союзники, король Хильперик II и правитель фризов Радбод, нанесли своим противникам поражения в сражениях при Компьене и при Кёльне. Однако затем военный успех сопутствовал Карлу Мартеллу, разгромившему Рагинфреда в битве на реке Амблев и в битве при Венси. Эти победы позволили внуку Пипина Геристальского не только получить власть над Австразией, но и расширить сферу своего влияния на значительную часть Нейстрии. В 718—719 годах, ещё до смерти короля Радбода, Карлом Мартеллом были совершены походы во Фризию и Саксонию, заставившие их правителей окончательно отказаться от поддержки Рагенфреда.

## Сражение
После поражения при Венси в 717 году Рагенфред и Хильперик II заключили союз с правителем Аквитании Эдом Великим, обещая признать того суверенным правителем франкских земель южнее реки Луары. В 719 году аквитанское войско, состоявшее в основном из басков, выступило в поход и вблизи Парижа соединилось с войском Рагенфреда и Хильперика II. Объединённая армия дошла до Суасона, в окрестностях которого была встречена войском под командованием Карла Мартелла. Предполагается, что сражение произошло вблизи селения Нери.
В состоявшемся 14 октября сражении войско союзников потерпело сокрушительное поражение. Причиной этого было нежелание нейстрийцев вступать в бой с австразийцами. Приняв на себя основной удар войска Карла Мартелла, воины герцога Эда первыми обратились в бегство, а вслед за ними с поля битвы бежали и нейстрийцы. Потерпевшие поражения военачальники укрылись в своих владениях: Рагинфред бежал в Анже, а Эд, захватив с собой Хильперика II и всю королевскую казну, уехал сначала в Париж, а затем в Тулузу. Карл Мартелл преследовал аквитанского герцога до Орлеана, но так и не смог того пленить.

## Последствия
Одержав победу в битве, Карл Мартелл беспрепятственно установил свою власть над ещё неконтролируемой им территорией Нейстрии, включая и её столицу Париж. Таким образом, южной границей его владений стала река Луара.
Уже вскоре после сражения при Суасоне Карл Мартелл направил к герцогу Эду для переговоров епископа Милона. В 720 или 721 году между двумя правителями был заключён мир, одним из условий которого была выдача Хильперика II франкскому майордому. Возвращённый в свою резиденцию в Париже, тот по повелению Карла Мартелла был признан королём всех франков. В ответ Карл Мартелл согласился сохранить за Эдом Великим право на власть над всеми его аквитанскими владениями. Вероятно, заключению столь выгодного для Эда соглашения способствовала всё более возраставшая для Франкского государства угроза со стороны мавров. Карл Мартелл также примирился и с Рагенфредом, сохранив за тем власть над Анже и близлежавшими землями в обмен на отказ того от должности нейстрийского майордома.
Эти меры положили конец междоусобице среди франков. В результате войны 714—719 годов Карл Мартелл стал герцогом франков, фактическим правителем государства при номинальных монархах из династии Меровингов. Тем самым было заложено основание для последовавшего в 751 году восшествия его сына Пипина Короткого на королевский престол.